# خربق
الخَرْبَقُ أو الخِرْبَاقُ أو قاتل الذئب (باللاتينية: Helleborus) جنس نباتي يتبع الفصيلة الحوذانية من طائفة ثنائيات الفلقة. يضم الجنس حوالي عشرين نوعا مقبولا وأكثر من خمسين نوعا لم يحسم وضعها بعد.

## من أنواعه الأصيلة فيالوطن العربي
- الخَربَق المثاني (باللاتينية: Helleborus vesicarius) في شمال بلاد الشام

## من أنواعه الأخرى
- الخَربَق الأبروزي (باللاتينية: Helleborus abruzzicus)
- الخَربَق الأحمر الداكن (باللاتينية: Helleborus atrorubens)
- الخَربَق الأخضر (باللاتينية: Helleborus viridis)
- الخَربَق الاُرجواني (باللاتينية: Helleborus purpurascens)
- الخَربَق الأسود (باللاتينية: Helleborus niger)
- الخَربَق التبتي (باللاتينية: Helleborus thibetanus)
- الخَربَق الخبيث (باللاتينية: Helleborus lividus)
- خربق دائري الأوراق (باللاتينية: Helleborus cyclophyllus)
- الخَربَق العطر (باللاتينية: Helleborus odorus)
- الخَربَق الغابي (باللاتينية: Helleborus dumetorum)
- الخَربَق الكرواتي (باللاتينية: Helleborus croaticus)
- خربق كريه الرائحة (باللاتينية: Helleborus foetidus)
- خربق ليغوري (باللاتينية: Helleborus liguricus)
- الخَربَق المشرقي (باللاتينية: Helleborus orientalis)
- الخَربَق المقسم (باللاتينية: Helleborus multifidus)